# The Electromagnets
The Electromagnets foi uma banda de jazz fusion criada na década de 1970 na cidade de Austin, capital do Texas, EUA. Dos quatro integrantes, um deles, Eric Johnson, seu guitarrista, tornar-se-ia uma das lendas da guitarra contemporânea. Além de Johnson, a banda contava com seu líder Stephen Barber nos teclados, Kyle Brock nos baixos e Bill Maddox na bateria. Todos eles tocariam com Johnson, no futuro, em seus álbuns solo.
Lançaram dois álbuns, que foram gravados em 1975, mas só lançados anos mais tarde.

## Discografia
- 1996 - Electromagnets[5]
- 2005 - Electromagnets II[6]